# Corbiniano
Corbiniano  è un nome proprio di persona italiano maschile.

## Varianti
- Femminili: Corbiniana[2]

### Varianti in altre lingue
- Basco: Korbiñen[3]
- Catalano: Corbinià[3]
- Francese: Corbinien
- Inglese: Corbinian[4]
- Latino: Corbinianus[1][4][5], Corvinianus[4]
- Polacco: Korbinian
- Portoghese: Corbiniano
- Russo: Корбиниан (Korbinian)
- Spagnolo: Corbiniano[3]
- Tedesco: Korbinian[4][5], Corbinian[5]
  - Ipocoristici: Körbl[5]

## Origine e diffusione
Nome di scarsa diffusione in Italia, deriva dal cognomen romano Corbinianus, basato sul termine latino corvus, "corvo", e può essere interpretato come "simile a un corvo". Alcune fonti lo considerano invece un patronimico, avente il significato di "relativo a Corvino", "appartenente a Corvino".

## Onomastico
L'onomastico ricorre l'8 settembre in memoria di san Corbiniano, vescovo di Frisinga nel XVIII secolo che evangelizzò la Baviera.

## Persone

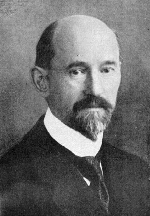
Korbinian Brodmann

- Corbiniano di Frisinga, religioso e santo tedesco

### Variante Korbinian
- Korbinian Brodmann, neurologo tedesco

## Il nome nelle arti
- Korbinian è un personaggio del film del 1971 Attenzione alla puttana santa, diretto da Rainer Werner Fassbinder.
- Korbinian Niederbühl è un personaggio della soap opera Tempesta d'amore.